# Logomani
Logomani er en sygelig trang til at tale, også kaldet snakkesyge. Tilstanden kan medføre store problemer i samværet med andre mennesker. 